# Ultimate Spider-Man
Ultimate Spider-Man (укр. Сучасний Людина-павук) — серія коміксів про Людину-павука, яка є переробкою основної серії. Постійним сценаристом серії є Брайан Майкл Бендіс, ілюстраціями займалися Марк Баглі (#1-111), Стюарт Іммонем (#112-133) та Девід Лафуенте (Ultimate Comics Spider-Man), а спецвипуски були проілюстровані Девідом Лафуенте, Марком Бруксом та Річардом Ісановим. Головним героєм серії є 15-річний Пітер Паркер, який отримав надзвичайні здібності після укусу радіоактивного павука. За мотивами коміксу у 2005 році вийшла однойменна відеогра, яка отримала схвальні відгуки критиків та нагороду за найкращу відеоігрову анімацію.

## Сюжет

### Сила та відповідальність (#1-7)
Під час екскурсії компанією «Озборн Індастріз» п'ятнадцятирічного Пітера Паркера кусає радіоактивний павук-мутант. Пітера, який втратив свідомість, відправляють до лікарні, а тим часом генеральний директор «Озборн Індастріз» Норман Озборн наймає шпигуна, щоб стежити за ним. Незабаром Пітер виявляє у себе суперздібності і під час бійки випадково ламає руку хулігану Флешу Томпсону. Намагаючись заробити гроші на лікування Флеша, Пітер створює костюм і стає учасником боїв без правил. Після одного з боїв він відпускає грабіжника, який пограбував його менеджера, а пізніше цей грабіжник вбиває його дядька Бена. Пітер знаходить лиходія і віддає поліції. Після цього випадку він вирішує стати супергероєм та захищати місто від злочинців. Для цього Пітер вдосконалює костюм і створює спеціальні пристрої для картриджів з липкою сумішшю, яка нагадує павутину. Його першим ворогом стає Норман Озборн, який після невдалого експерименту перетворився на божевільного Зеленого гобліна. Озборн вбиває свою дружину, після чого намагається вбити також свого сина Гаррі, але тому вдається втекти. Наступного дня Зелений гоблін нападає на школу, у якій вчаться Пітер та Гаррі. Приклавши неймовірні зусилля, Паркеру все ж вдається перемогти, втопивши лиходія у ріці (пізніше з'ясовується, що Озборну вдалось вижити).
Після битви з Зеленим гобліном у життя Пітера починає налагоджуватися — у нього з'являється дівчина, він влаштовується на роботу вебдизайнера у редакцію газети «Daily Bugle». Від одного зі співробітників Паркер дізнається про банду головорізів Інфорсерів під керівництвом мафіозі Вілсона Фіска, більш відомого як КінгПін. Пітер намагається зупинити Інфорсерів, але зазнає поразки. Наступного дня Людина-павук стає основним підозрюваним у вбивстві, скоєному Інфорсерами, так як на місці вбивства головорізи залишають маску супергероя. Пітер повертається до лігва КінгПіна та знаходить записи з відеокамер, які доводять його невинність. Після чергової битви з бандою Фіска Пітер повертається до «Daily Bugle» та віддає відеозаписи репортеру Бену Уріху. Уріх опубліковує статтю, яка змушує КінгПіна покинути країну. Ввечері того ж дня Пітер вирішує розповісти своїй дівчині Мері Джейн Вотсон про те, що він — Людина-павук.
Після цього він знайомиться з доктором Отто Октавіусом/Доктором Октопусом, який доставляє Спайді багато клопотів і знімає з нього маску. Пітеру все ж вдається відправити Октопуса у в'язницю. Октопус не розповів нікому таємницю Пітера, бо він власноруч хотів знищити Спайді. Через деякий час повертається Гоблін, викрадає Мері Джейн і зкидає з мосту. Пітеру дивом вдається її врятувати. Потім він бореться зі злодіями Кувалдою, КінгПіном, його колишнім другом Едді Броком/Веномом, старим ворогом Доктором Октопусом, Карнажем, Гаррі Озборном/Гобґобліном, Електрою Начіос, Уейдом Уілсоном/Дедпулом. Пізніше йде сюжет «Сага про клонів», у якій доктор Бен Райлі, який у класичному всесвіті Людини-павука є клоном Пітера Паркера, Алим Павуком, створив клонів Пітера — Скорпіона, Виродка, Вовка-павука, Демогобліна, шестирукого Павука-Венома, Жінку-павука і свого колишнього партнера, батька Пітера — Річарда Паркера. А також Гвен Стейсі, яку вбив Карнаж, син Венома. Виродок викрадає Мері Джейн і саме у «Сазі про клонів» Пітер розказує його тітці Мей, що він — Людина-павук. Тітка виганяє його з дому, але на будинок Паркерів неочікувано нападає організація «З. А.Х. И.С. Т.» і Гвен-Карнаж, яка звинувачує Пітера замість його клонів і тітка отримує інфаркт. Неочікувано туди приходить клон Річарда Паркера, а на допомогу Пітеру приходить Фантастична четвірка. Пітера від в'язниці рятує Джессіка Дрю, Дівчина-павук.
Виродок вживляє Мері Джейн препарат ОЗ, який перетворив Озборна у Гобліна. А потім з'ясовується, що Виродка створив не Бен Райлі, а Доктор Октопус, який навчився контролювати залізо. пітер перемагає Октопуса і рятується вд в'язниці. Ще через деякий час з камери Тріскеліону, в'язниці для особливо небезпечних злочинців втікає Гоблін, який бреше, що таким його зробив Нік Фьюрі, глава «З. А.Х. И.С. Т.у». Мері Джейн їде з міста, а тітку Мей Пітер змушує поїгати у готель. Він вирушає на пошуки Гобліна, а натикається на Електро. Павука ні за що забирають у Тріскеліон і садять у камеру Озборна. Пітеру вдається домовитися з новою главою З. А.Х. И.С. Т.у — Керол Денверс. Вони разом з З. А.Х. И.С. Т.О.м намагаються знищити Гобліна. Гаррі Озборн знову перетворюється на Гобґобліна, але гине. Норман розуміє, що він накоїв і просить Денверс вбити його, що вона і робить. Через декілька днів на «Багл» нападає Червоний Омега, злий мутант, який ненавидить Джеймсона, але Пітер його перемагає. Пізніше дрібний злочинець Шокер бере Пітера у полон і розповідає Пітеру свою історію, але дякуючи Примарній Кішці, вони з Пітером перемагають Шокера. Через декілька днів Веном повертається, і Пітер повинен зробити все, щоб зупинити Венома, доки він не знищив половину міста. У 133 номері, під час Ультиматуму, Пітер таємничо зникає, і всі думають, що він загинув. Друзі Пітера знаходять маску Пітера, але тіла там немає. Пізніше Капітан Америка знаходить Пітера під завалами і відправляє у лікарню.

## Персонажі

### Родичі, друзі, колеги по роботі і однокласники Людини-павука
- Мей Паркер — тітка Пітера, ненавидить Людину-павука, бо вважає, що люди. які ховають свої обличчя за масками — злочинці.
- Бен Паркер — дядько Пітера, якого вбив злочинець, саме він навчив Пітера добру і сказав йому, що з великою силою приходить велика відповідальність.
- Мері Джейн Ватсон — дівчина Пітера, одна з небагатьох людей, хто знає секрет Пітера і підтримує його у тяжку хвилину.
- Гаррі Озборн/Гобґоблін — друг Пітера, який вчився з ним у одному класі, син Нормана Озборна, Зеленого Гобліна. Норман змусив Гаррі прийняти препарат ОЗ і той перетворився у Гобґобліна. Пізніше він зрадив батька, і той забив Гаррі на смерть.
- Джей Джона Джеймсон — бос Пітера у газеті «Дейлі Багл», ненавидить Людину-павука, вважає, що герої — це поліцейські і пожежники, ане «клоуни в масках».
- Роббі Робертсон — права рука Джеймсона, найближчий друг Пітера у «Дейлі Багл», вважає Людину-павука героєм.
- Бен Уріх — редактор «Дейлі Багл», пише здебільшого статті про супергероїв і таємничі паранормальні явища.
- Бетті Брант — дизайнер «Дейлі Багл», подруга Пітера, вважає Джеймсона занадто жорстоким до Людини-павука.
- Нед Лідс — один з редакторів «Дейлі Багл».
- Гвен Стейсі/Карнаж — подруга і колишня подруга Пітера, яку вбив Карнаж, чудовисько, яке складається з крові Пітера і кліток Едді Брока/Венома. Пізніше з'ясувалося, що Гвен стала носієм Карнажа.
- Ліз Аллен/Вогняна Зірка — однокласниця Пітера, спочатку дуже нервувалась, коли Конг Макфарлейн і Флеш Томпсон говорили про зірку реслінгу Людину-павука, а потім навіть стала його фанаткою. Вона виявила у собі мутантські здібності і приєдналась до Людей Ікс.
- Фред «Флеш» Томпсон — шкільний хуліган, найчастіше ображає Пітера, кажучи, що він «такий кволий, що знього штани спадають».
- Кенні «Конґ» МакФарлейн — колишній друг Флеша Томпсона, фанат Людини-павука, навіть знявся у фільмі про Людину-павука у сюжеті «Голлівуд» у ролі перехожого, який побачив Людину-павука. Спочатку він знущався з Пітера, але коли той зламав руку Флешеві, почав його поважати. Конг — один з небагатьох, хто знає, що Пітер — Людина-павук.
- Кітті Прайд/Примарна Кішка — учасниця команди Люди Ікс, колишня дівчина Пітера, у сюжеті «Лицарі» йде вчитися у ту ж школу, що й Пітер, викликаючи обурення у Мері Джейн.
- Джонні Шторм/Людина-Факел — учасник супергеройської команди «Фантастична четвірка», добрий друг Пітера Паркера. Якийсь час був закоханий у Ліз Аллен.
- Боббі Дрейк/Людина-Лід — учасник команди «Люди Ікс», друг Пітера, колишній хлопець Кітті Прайд.
- Феліція Гарді/Чорна Кішка — колишня союзниця Людини-павука, у сюжеті «Воїни» переходить на сторону зла.
- Нік Фьюрі — глава організації «З. А.Х. И.С. Т.», союзник Пітера і команди Алтімейтс.
- Доктор Курт Коннорс/Ящір — професор університету «Емпайр Стейт», який втративши руку прийняв препарат з кліток ящірки і коли злиться перетворюється у монстра Ящіра.
- Джина Де Вулфі — капітан Департаменту поліції міста Нью-Йорк, допомагає Людині-павуку у його боротьбі зі злочинним світом Нью-Йорку.
- Річард Паркер — покійний батько Пітера, клон якого створив Бен Райлі, колишній партнер по роботі Річарда.
- Жінка-павук — одна з клонів Пітера, врятувала Пітера від «ЗАХИСТу» у «Сазі про клонів».
- Морбіус — вампір, син того самого Дракули.

### Вороги Людини-павука
- Зелений гоблін (Норман Озборн) — бізнесмен, який прийняв препарат ОЗ і став божевільним монстром.
- Доктор Октопус (Отто Октавіус) — вчений, якому після аварії у «Озкорп Індастріз» приросли чотири щупальці.
- Шокер (Герман Шульц) — у в'язниці талановитий Герман Щульц розробив електрошокери, щоб грабувати банки.
- Хамелеон (Дмитро Смердяков) — злочинець родом з Росії, який здатен змінювати обличчя
- Носоріг (Алекс О'Гірн) — вчений Алекс О'Хірн винайшов робота Носорога і зруйнував пів міста.
- КінгПін (Вілсон Фіск) — мафіозі, який вдає з себе добру людину, загинув від рук Містеріо.
- Громили (Красунчик Ден, Монтана і Бик) — підопічні КінгПіна.
- Електро (Макс Діллон) — колишній підопічний КінгПіна, має здатність перетворювати своє тіло у згусток енергії.
- Пісочна Людина (Вільям Бейкер (псевдонім Флінт Марко)) — тікаючи з в'язниці, Флінт Марко попав на полігон, де якраз проводили експерименти з піском, отримав здатність перетворювати своє тіло у пісок.
- Крейвен Мисливець (Сергій Кравінофф) — прийняв секретний препарат і отримав тваринні інстинкти.
- Веном (Едді Брок) — проект «Веном», який розробив колишній друг Пітера Едді Брок, наліз спершу на Пітера, але він зміг від нього здихатись, а пізніше наліз на Едді.
- Ящер (Курт Коннорс) — мріючи відростити руку, яку втратив працювавши польовим медиком, Курт Коннорс перетворився у злого Ящера.
- Карнаж — з'явився в 60-му випуску комікса Ultimate Spider-Man, був створений доктором Куртом Коннорсом.
- Кувалда (неназваний) — мафіозі, ворог КінгПіна, був вбитий Ремі Лебю на прізьвисько Гамбіт у комікс-серії «Сучасні Люди Ікс».
- Срібна Шабля (Сільвер Саблінова) — наймана вбивця, лідер команди Дика Зграя.
- Стерв'ятник (Блекі Драго) — колишній працівник компанії «Роксон», вкрав у компанії костюм з крилами і став грабувати банки і ювелірні магазини.
- Червона Омега (Аркадій Россович) — мутант родом з Росії, давній ворог Росомахи з Людей Ікс.
- Дедпул (Вейд Вілсон) — найманий вбивця, лідер команди головорізів, викинув Пітера і команду Людей Ікс на острів, у якому живуть злі роботи.
- Скорпіон — один з клонів Пітера.
- Пляма (Френк, прізвище невідоме) — вчений з компанії «Роксон Індастріз».
- Містеріо (Квентін Бек) — ілюзіоніст і майстр спецефектів, новий король злочинного світу Нью-Йорка.

## Випуски
- Сила і відповідальність (#1-7) — Пітера Паркера кусає радіоактивний павук, після чого він виявляє у себе суперсили і після смерті дядька застосовує їх для боротьби зі злом. У Пітера з'являється перший ворог — Зелений гоблін.

Випуски:

1. «Безсилля»

2. «Біль»

3. «Кумир»

4. «Суперсила»

5. «Уроки життя»

6. «Час супергероя»

7. «Викриття»
- Важко у навчанні (#8-13) — Пітер знайомиться з мафіозі Вілсоном Фіском/КінгПіном та його бандою Інфорсерів.

Випуски:

8. «Пошуки роботи»

9. «Знайомтесь, Інфорсери»

10. «Гірше не буває»

11. «Відкриття»

12. «Не на життя, а на смерть»

13. «Сповідь»
- Подвійна проблема (#14-21) — у Пітера з'являються нові вороги — Доктор Восьминіг та Крейвен-Мисливець.

Випуски:

14. «Доктор Восьминіг»

15. «Протиборство»

16. «Крейвен-Мисливець»

17. «Вигідна ситуація»

18. «Під водою»

19. «Важлива справа»

20. «Битва»

21. «Полювання»
- Спадок (#22-27) — повертається Зелений Гоблін і викрадає Мері Джейн. Пітер мусить її врятувати.

Випуски:

22. «Повернення Зеленого Гобліна»

23. «Відпопідальність»

24. «Ультиматум»

25. «Людина-павук рятує Мері Джейн?»

26. «Круги»

27. «Поза законом»
- Публічний огляд (28-32) — Пітер бореться з самозванцем у костюмі Людини-павука, який вбиває капітана Стейсі, батька Гвен.

Випуски:

28. «Невдалий день»

29. «Самозванець»

30. «Швидка допомога»

31. «Чорний фургон»

32. «Звичайний хлопець»
- Веном (#33-39) — Едді Брок, старий друг Пітера, працює над проектом Веном, який незабаром оживає і налізає на Пітера. Пітеру вдається від нього визволитись, але Веном налізає на Едді.

Випуски:

33. «Походження»

34. «Спадок»

35. «Наслідки»

36. «Сьогодні»

37. «Тиша»

38. «Гордість батька»

39. «Терапія»
- Безвідповідальність (#40-45) — у Пітера з'являється новий ворог — мутант на прізвисько Гелдоф, а тітка Мей записується на прийом до психоаналітика, щоб розказати про свої страхи відносно Людини-павука.

Випуски:

40. «Середня тяжкість»

41. «Лист»

42. «Спокуса»

43. «Допомога»

44. «Скорочений»

45. «Провина»
- Непереможна шістка («Сучасний Людина-павук»#46 і «Непереможна шістка»#1-7) — Крейвен, Октопус, Електро, Пісочна Людина і Зелений Гоблін тікають з в'язниці, створюючи команду, і хочуть, щоб до неї вступив Людина-павук!

Випуски:

46. «Наслідки»

«Непереможна шістка, частина 1»

«Непереможна шістка, частина 2»

«Непереможна шістка, частина 3»

«Непереможна шістка, частина 4»

«Непереможна шістка, частина 5»

«Непереможна шістка, частина 6»

«Непереможна шістка, частина 7»
- Коти і королі (#47-53) — Пітер знову бореться з КінгПіном і знайомиться з Чорною Кішкою — грабіжницею банків, але Пітеру вдається переманити її на сторону добра.

Випуски:

47. «Інтриги, частина 1»

48. «Інтриги, частина 2»

49. «Інтриги, частина 3»

50. «Чорна Кішка, частина 1»

51. «Чорна Кішка, частина 2»

52. «Чорна Кішка, частина 3»

53. «Чорна Кішка, частина 4»
- Голлівуд (#54-59) — знімають фільм про Людину-павука, де головним злочинцем є Доктор Октопус, але сам Октопус з цим не згоден.

Випуски:

54. «Блокбастер, частина 1»

55. «Блокбастер, частина 2»

56. «Блокбастер, частина 3»

57. «Блокбастер, частина 4»

58. «Блокбастер, частина 5»

59. «Блокбастер, частина 6»
- Карнаж (#60-65) — за допомогою крові Пітера і кліток Венома, Курт Коннорс створює Карнажа, але він не очікував, що його творіння вбиватиме людей і одною з його жертв буде Гвен Стейсі! Пітеру вдається розплавити Карнажа у хімікатах. Наступного дня вся школа переживає смерть Гвен, Флеш Томпсон навіть звинувачує у всьому Пітера, тому що він її таємно кохав.

Випуски:

60. «Карнаж, частина 1»

61. «Карнаж, частина 2»

62. «Карнаж, частина 3»

63. «Карнаж. частина 4»

64. «Карнаж, частина 5»

65. «Покарання»
- Суперзірки (#66-71) — при невідомих обставинах Пітер обмінюється тілами з мутантом Росомахою. Пізніше їм все ж вдається стати самими собою. Через декілька днів Джонні Шторм вступає у Мідтаунську школу і зізнається Ліз Аллен у коханні, але, використавши свої сили, дуже лякає Ліз. Пізніше Пітер знайомиться з магом Доктором Стренджем, з яким їм доводиться пережити неймовірну пригоду.

Випуски:

66. «А ви у це вірите?!, частина 1»

67. «А ви у це вірите?!, частина 2»

68. «Знаменитість, частина 1»

69. «Знаменитість, частина 2»

70. «Стрендж, частина 1»

71. Стрендж, частина 2
- Гобґоблін (#72-78) — Зелений Гоблін змушує свого сина Гаррі прийняти препарат ОЗ, який перетворює його у Гобґобліна.

Випуски:

72. «Гобґоблін, частина 1»

73. «Гобґоблін, частина 2»

74. «Гобґоблін, частина 3»

75. «Гобґоблін, частина 4»

76. «Гобґоблін, частина 5»

77. «Гобґоблін, частина 5»

78. «Розрив»
- Воїни (#79-85) — у місті з'являється Кувалда — мафіозі, на бік якого переходять усі колишні підопічні КінгПіна і навіть подруга Людини-павука Чорна Кішка!

Випуски:

79. «Воїни, частина 1»

80. «Воїни, частина 2»

81. «Воїни, частина 3»

82. «Воїни, частина 4»

83. «Воїни, частина 5»

84. «Воїни, частина 6»

85. «Воїни, частина 7»
- Спецвипуск #1" — після сварки з Мері Джейн, Пітер починає зустрічатися зі своєю фанаткою Кітті Прайд, вона ж Примарна Кішка з Людей Ікс!
- Срібна Шабля (#86-90) — у місті з'являється наймана вбивця Срібна Шабля, ціль якої — Людина-павук!

Випуски:

86. «Срібна Шабля, частина 1»

87. «Срібна Шабля, частина 2»

88. «Срібна Шабля, частина 3»

89. «Срібна Шабля, частина 4»

90. «Срібна Шабля, частина 5»
- Дедпул (#91-94) — Пітера, Кітті і всіх Людей Ікс бере у полон найманець Дедпул і скидає їх на острів Кракоа, де їх чекає битва з механічними чудовиськами та самим Дедпулом і його командою.

Випуски:

91. «Дедпул, частина 1»

92. «Дедпул, частина 2»

93. «Дедпул, частина 3»

94. «Дедпул, частина 4»
- Морбіус (#95-96) — Пітер ледь не потрапляє в руки вампіра Морбіуса, від якого Людину-павука рятує Блейд — мисливець на вампірів. А наступного дня Бен Уріх приходить у редакцію з сенсаційним матеріалом — у місті з'явилися вампіри!

Випуски:

95. «Морбіус, частина 1»

96. «Морбіус, частина 2»
- Спецвипуск #2 — злочинець Кенгуру втікає з в'язниці і Пітеру на допомогу приходять Дардевіл (Метт Мердок) і Каратель (Френк Кастл).
- Сага про клонів (#97-105) — у супермаркеті на Пітера і Мері Джейн нападають клони Пітера і один з них — Виродок, викрадає Мері Джейн. Також повертається Гвен, але вже як... Карнаж! «ЗАХИСТ» намагається знищити Карнажа, але вона руйнує дім Паркерів. Тим часом Виродок дає Мері Джейн препарат ОЗ і вона перетворюється у монстра, але їй допоміг Доктор Октопус, який пізніше планував вбити Паркера!

Випуски:

97. «Сага про клонів, частина 1»

98. «Сага про клонів, частина 2»

99. «Сага про клонів, частина 3»

100. «Сага про клонів, частина 4»

101. «Сага про клонів, частина 5»

102. «Сага про клонів, частина 6»

103. «Сага про клонів, частина 7»

104. «Сага про клонів, частина 8»

105. «Сага про клонів. Епілог»
- Останні лицарі (#106-110) — Пітер встигає забрати костюм зі зруйнованого будинку, у його школі починає вчитися Кітті Прайд, колишня дівчина Пітера. Тим часом супергерої розшукують Пітера, щоб запропонувати йому вступити у нову команду — Лицарі.

Випуски

106. «Останні лицарі, частина 1»

107. «Останні лицарі, частина 2»

108. «Останні лицарі, частина 3»

109. «Останні лицарі, частина 4»

110. «Останні лицарі, частина 5»
- Розмова (#111) — Пітер забирає тітку Мей з лікарні після того, як з нею стався інфаркт, коли вона спершу дізналась, що Пітер — Людина-павук, а потім на будинок напала Гвен-Карнаж, і намагається їй пояснити, що він — справжній герой.
- Смерть Гобліна (#112-117) — Норман Озборн втікає з в'язниці Тріскеліон і звинувачує у своєму перетворенні Ніка Фьюрі — главу «ЗАХИСТу», хоча він сам перетворив себе у божевільного мутанта. Шукаючи його, Пітер перевіряє будинок Озборнів, але замість Нормана, він зустрічає там... Електро! Пітеру вдається знешкодити Електро, але з якоїсь причини його посадили у камеру Озборна! Його тимчасово приймають у «З. А.Х. И.С. Т.» і беруть на останню битву з Зеленим Гобліном, у якій гинуть Зелений Гоблін і його син Гаррі, який знову стає Гобґобліном.

Випуски:

112. «Смерть Ґобліна, частина 1»

113. «Смерть Ґобліна, частина 2»

114. «Смерть Ґобліна, частина 3»

115. «Смерть Ґобліна, частина 4»

116. «Смерть Ґобліна, частина 5»

117. «Смерть Ґобліна, частина 6»
- Людина-павук і його дивовижні друзі (#118-120) — Пітер дізнається, що Джонні Шторм любить однокласницю Пітера Ліз Аллен, а Ліз у цей час виявляє у себе мутантські здібності! Їй на допомогу вирушають Пітер, Джонні Шторм і Боббі Дрейк/Людина-Лід з Людей Ікс, але ворог Людей Ікс, Магнето, робить все, щоб використати здібності дівчини у своїх цілях.

Випуски:

118. «Дивовижні друзі, частина 1»

119. «Дивовижні друзі, частина 2»

120. «Дивовижні друзі, частина 3»
- Червоний Омега (#121) — мутант Червоний омега, ворог Людей Ікс, повертається у Нью-Йорк і хоче смерті Джей Джони Джеймсона. Пітер вирушає на допомогу Джоні.
- Найгірший день у житті Пітера Паркера (#122) — дрібний крадій Шокер, якого Людина-павук колись відправив у в'язницю... викрадає Павука і знімає з нього маску! Мері Джейн розшукує Пітера і їй на допомогу приходять Примарна Кішка і Росомаха.
- Війна симбіотів (#123-128) — сюжет за мотивами гри «Ultimate Spider-Man». Веном повертається і намагається вбити Пітера. На допомогу Павуку приходить його давній ворог — Срібний Соболь і її Дика Зграя. Пізніше на Пітера знову налазить чорний костюм, але Едді Броку вдається його собі повернути. Неочікувано на Едді нападає Гвен-Карнаж і починається битва не на життя, а на смерть. Гвен перемагає. Едді потрапляє у «Трискеліон», а Гвен позбувається симбіота.

Випуски:

123. «Війна симбіотів, частина 1»

124. «Війна симбіотів, частина 2»

125. «Війна симбіотів, частина 3»

126. «Війна симбіотів, частина 4»

127. «Війна симбіотів, частина 5»

128. «Війна симбіотів, частина 6»
- Спецвипуск #3 — під час бесіди про їхні життя, Мері Джейн зачіпає тему сексу з Пітером. Пітер червоніє, і Мері Джейн вдається викрутитися з цієї ситуації. Пізніше Пітер намагається схопити грабіжника банків Містеріо, але його план провалюється. Пізніше Пітер говорить з Мері Джейн про їх попередню розмову. Він каже, що хоче зайнятися з нею сексом, але вже після того, як зробить їй пропозицію.
- Ультиматум (#129-133) — у Ultimate-Всесвіті починається війна. Пітер б'ється з Халком і перемагає. Пізніше він літає над містом і бачить щось дивне над будинком свого союзника Доктора Стренджа, і таємничо зникає, залишивши тільки маску. Мері Джейн звинувачує у всьому Кітті, між дівчатами починається бійка, але вони знаходять маску Пітера і думають, що Людина-павук загинув, і влаштовують скорботу на честь супергероя.

Випуски

129. «Ультиматум, частина 1»

130. «Ультиматум, частина 2»

131. «Ультиматум, частина 3»

132. «Ультиматум, частина 4»

133. «Ультиматум, частина 5»
- Ультиматум: Реквієм Людини-павука — у цьому спецвипуску показується життя друзів Павука без нього. Майже всі вважають, що герой мертвий, але Капітан Америка, який веде пошуки, знаходить Пітера під завалами і відправляє його до лікарні.

Випуски:

1. «Реквієм, частина 1»

2. «Реквієм, частина 2»

## Фільм та мультсеріал
- У січні 2010 року стало відомо, що кіноепопея Людини-павука буде перезавантажена. Новий фільм під назвою «Нова Людина-павук» (англ. The Amazing Spider-Man) було знято за сюжетом Ultimate Spider-Man. Прем'єра відбулась 5 липня 2012 року. У головній ролі — Ендрю Гарфілд («Ніколи не відпускай мене», «Соціальна мережа»).
- У вересні того ж року було заявлено, що у 2012 році повинен вийти мультсеріал «Людина-павук. Щоденник супергероя» (англ. Ultimate Spider-Man) за мотивами коміксу. Прем'єра відбулась 1 квітня 2012 року. Головного героя озвучив Дрейк Белл (телесеріал «Дрейк і Джош»).